# Chiranthodendron pentadactylon
El árbol de las manitas, árbol de manitas, flor de la manita, macpalxóchitl, majagua, manita, manita de león, mano de león, mecapalxóchitl, palo liso o palo de mecate (Chiranthodendron pentadactylon) son los nombres con los que se conoce a la única especie del género monotípico Chiranthodendron, perteneciente a la familia  Malvaceae; es originario de Mesoamérica (especialmente de México y Guatemala). Su nombre, tanto el vernáculo como el científico, proviene de la peculiar forma de la flor que muestran cinco pétalos dactiliformes; los botánicos de la expedición de Martín de Sessé, que fueron los primeros en describirlo, lo tomaron del náhuatl macpalxochicuahuitl o mācpalxōchitl, con el mismo significado.

## Descripción
El árbol de las manitas es de tamaño mediano, y puede alcanzar hasta 30 m de altura. El fuste es recto, recubierto de corteza muy lisa de color pardo grisáceo; en las ramificaciones de la copa muestra pubescencias amarronadas. Su follaje es perenne; las hojas, grandes y ligeramente lobuladas, son de color verde oscuro en el envés y pardorrojizas en el revés. Penden de pecíolos de entre 8 y 10 cm de largo.
Entre fines de primavera y mediados del verano tiene lugar la floración. Las flores, sumamente distintivas, tiene forma de tulipán de color rojo intenso, con marcas más claras en las puntas que asemejan uñas. Los largos estambres que asoman de ella completan la apariencia de una garra o una piña con forma de rata.
Los frutos son cápsulas leñosas, pentalobuladas y dehiscentes, de alrededor de 12 cm de largo. Contienen pequeñas semillas ovoides, de color negruzco, con un carúnculo amarillo. La polinización se realiza por aves o murciélagos.

## Hábitat
Habita en climas cálido, semicálido y templado desde los 200 y los 2 600 m s. n. m. Planta silvestre asociada a bosque mesófilo de montaña en los estados de México, Morelos, Michoacán, Guerrero, Oaxaca y Chiapas.

## Usos
El árbol de las manitas es marcadamente fitófilo. Resiste bien las bajas temperaturas (hasta 5 °C) y la sequía; es susceptible a la verticiliosis causada por el hongo Verticillium dahliae.
Las raíces superficiales lo hacen poco apto para usos decorativos, pero los aztecas utilizaban la decocción de hojas y semillas como febrífugo, analgésico y antiinflamatorio. Su uso farmacológico en época moderna está aún en fase de investigación.
El árbol de las manitas se ha hibridado exitosamente con el estrechamente relacionado Fremontodendron californicum, dando lugar al × Chiranthomontodendron lenzii.
En muchas regiones de Guatemala y México, se utiliza la hoja de este árbol para tamales de maíz como envoltorio, especialmente para festividades y ocasiones especiales, su uso es más común en las comunidades indígenas del país.
Estudios químicos de esta planta mencionan que contiene gran cantidad de mucílago. Contiene un pigmento rojo constituido por un glucósido compuesto por una aglicona, más tres moléculas de glucosa y tres de ácido gálico. En las flores se detectó la presencia de un alcaloide y de un glucósido.

## Cultivo

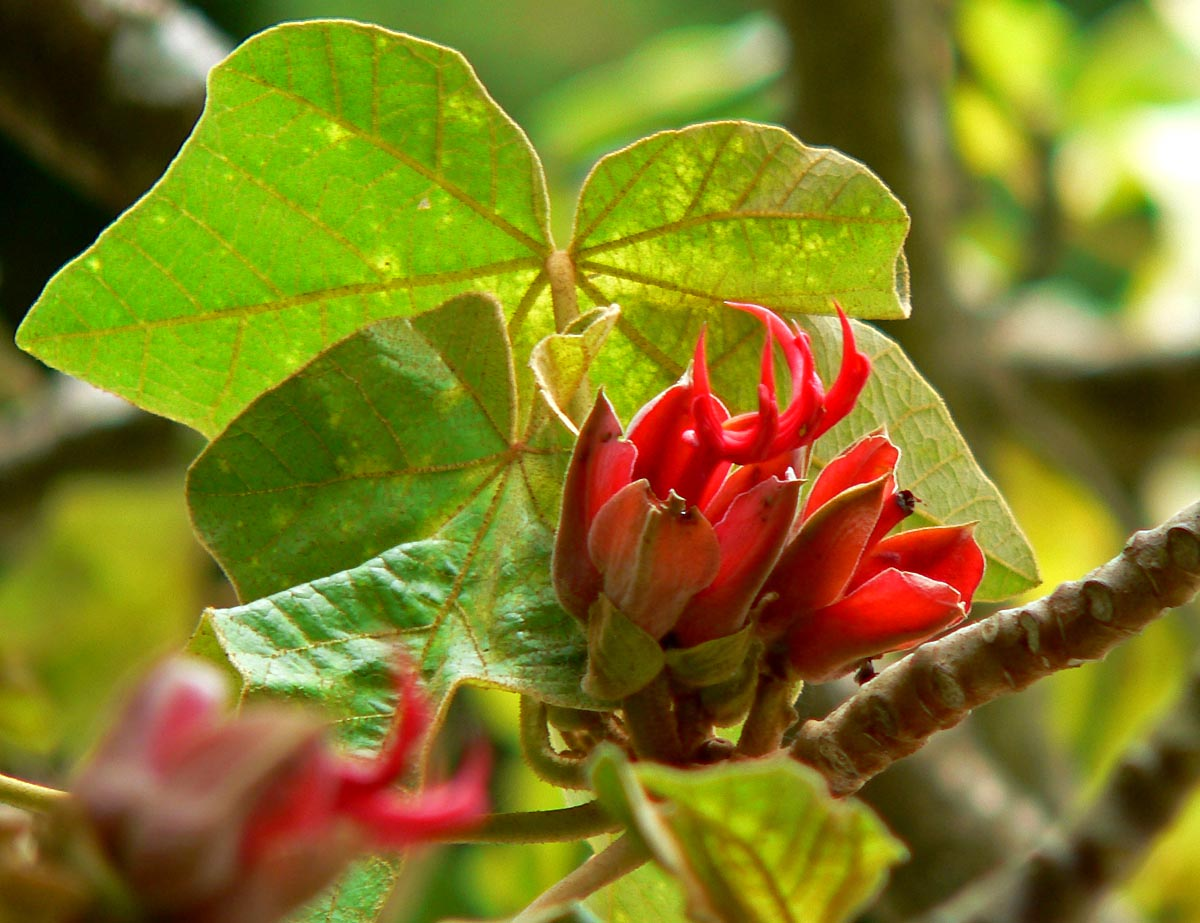
Detalle de la planta y la flor

En la ciudad de Toluca de Lerdo, Estado de México, México, existe un ejemplar centenario, encontrado en las fuentes formales a partir de 1834  con antecedentes en historia oral está ubicado en el Cerro de Huitzilan en un predio particular donde se puede apreciar desde el exterior. Ha sido la maravilla de propios y extraños por permanecer a lo largo de los años en un clima frío-templado. El árbol ha dado varios ejemplares de los cuales se encuentran: uno en la casa del expresidente municipal Felipe Chávez, uno en la Facultad de Turismo y Gastronomía de la Universidad Autónoma del Estado de México, otro en una casa particular en Valle de Bravo y el último rastreado en West Covina, California, Estados Unidos (como obsequio de hermandad entre esta ciudad y la ciudad de Toluca de Lerdo). El ejemplar del jardín botánico Cosmovitral se secó por no estar en la intemperie. El árbol de las manitas es el segundo símbolo natural de la ciudad seguido del Nevado de Toluca (también conocido como Xinantécatl). Ha dado el nombre a una de las delegaciones del municipio formada por el antiguo pueblo de Nuestra Señora de los Ángeles Huitzilan (actualmente conocida como Colonia Doctores), la colonia Niños Héroes, Lomas Altas y Zopilocalco (norte y sur). La familia dueña del árbol se dedica a comerciar la flor, pues desde la tradición prehispánica se utiliza en infusiones para enfermedades del corazón o infecciones en el cérvix, este último remedio encontrado en el Códice De la Cruz Badiano.

## Taxonomía
El género fue descrito por José Dionisio Larreátegui y publicado en Descripciones de Plantes 37, en 1795.
La única especie Chiranthodendron pentadactylon, fue descrita por el mismo autor y publicada en Descripciones de Plantes 17, en 1805.

#### Etimología
Chiranthodendron: nombre genérico que deriva de los vocablos griegos χείρ (cheír); "mano", ἅνθος (ánthos); "flor", y δένδρον (déndron); "árbol", propiamente "árbol con flores de manos". Fue acuñado por José Dionisio Larreátegui a partir del nombre étnico de la especie, es decir, mācpalxōchitl del náhuatl macpalli, "palma de la mano" y xōchitl, "flor", propiamente "flor palma de la mano".
pentadactylon: epíteto específico compuesto proveniente del latín pentadactylon, por pentadactylos, y este del griego πενταδάκτυλοϛ, propiamente "cinco dedos", de πέντε (pénte); "cinco", y δάκτυλοϛ (dáktilos); "dedo". Se refiere a los cinco estambres que tiene la flor en forma de dedos.